# Moby Dick, la balena bianca
Moby Dick, la balena bianca (Moby Dick) è un film del 1956 diretto da John Huston, tratto dall'omonimo romanzo di Herman Melville, adattato per il cinema da Ray Bradbury.

## Trama
Nell'autunno del 1841, il marinaio Ismaele giunge a New Bedford, una cittadina costiera del Massachusetts, con l'intenzione di trovare lavoro e avventura imbarcandosi su una nave baleniera. Giunto in una locanda fa amicizia con Queequeg, un ramponiere che proviene dalle isole dell'Oceano Pacifico, decidendo di partire insieme sulla prima nave che salperà. La mattina dopo, aggirandosi per il porto, i due si uniscono all'equipaggio del Pequod comandato dal carismatico Capitano Achab, sopravvissuto all'attacco di una balena che lo ha mutilato. Poco prima della loro partenza, vengono avvicinati da Elijah, un vecchio marinaio che li sconsiglia di imbarcarsi sul Pequod, sostenendo che la nave è maledetta e, esternando loro una profezia, li avverte che da quel viaggio tutti moriranno e che solo uno si salverà. I due non prendono sul serio l'avvertimento e salgono a bordo del Pequod, che salpa per addentrarsi nell'Oceano Atlantico.
Durante i primi giorni di navigazione l'atmosfera è allegra e Ismaele fa la conoscenza degli altri membri dell'equipaggio, ma il capitano non sale mai in coperta e l'unico segnale della sua presenza a bordo sono i suoi passi sul ponte durante la notte. Un giorno, Achab si mostra a tutti e comunica all'equipaggio che il loro scopo primario sarà dare la caccia a Moby Dick, una leggendaria balena dalla pelle bianca che gli ha strappato una gamba durante l'ultimo viaggio, offrendo un doblone come premio al primo che la avvisterà e facendo rotta verso l'atollo di Bikini, dove la balena dimora in aprile. Mentre l'equipaggio raccoglie una discreta quantità di olio di balena durante il viaggio, Achab riceve la visita del capitano Boomer, comandante di una nave di passaggio, che ha recentemente perso un braccio a causa della balena bianca. Informato da Boomer degli ultimi spostamenti di Moby Dick, Achab interrompe immediatamente una caccia particolarmente riuscita, sconvolgendo il suo equipaggio, in particolare il suo saggio primo ufficiale Starbuck, che chiede ai suoi colleghi ufficiali Stubb e Flask di togliere il comando della nave ad Achab, cosa che i due rifiutano.
Mentre il Pequod si avvicina alle acque di Bikini, una vedetta cade in mare dalla coffa della nave e scompare, e poco dopo il Pequod rimane bloccato in una marea fiacca per giorni. Tirando delle ossa per leggere il suo futuro, Queequeg prevede la sua morte e ordina al carpentiere della nave di costruirgli una bara, per poi sedersi e attendere la sua morte. Quando un uomo dell'equipaggio sfregia la pelle di Queequeg per divertimento, Ismaele lo difende da quell'uomo, spingendo Queequeg a rompere la sua attesa e salvare Ismaele. Proprio in quel momento, Moby Dick appare davanti alla nave e fugge prima che l'equipaggio del Pequod possa inseguirlo. 
Dopo aver remato con la nave verso una zona dove c'è vento, Achab riprende la caccia. Incrociano la Rachel, un'altra baleniera di New Bedford, il cui capitano Gardiner chiede ad Achab di aiutarlo a cercare suo figlio, che è stato trascinato in mare da Moby Dick. Achab si rifiuta di aiutare Gardiner e se ne va per proseguire la caccia. Quando il Pequod si imbatte in un tifone, Achab sfrutta la tempesta per accelerare l'inseguimento, mettendo in pericolo la nave. Starbuck tenta di uccidere Achab con rabbia, ma cede quando in un raro momento umano Achab ricorda la sua ossessione autodistruttiva per la vendetta.
Finita la conversazione, uno strano presagio preannuncia gli eventi profetizzati da Elijah, che Ismaele racconta ad Achab. Il capitano ne sembra colpito ma si scrolla di dosso i dubbi quando Moby Dick riappare subito dopo. L'equipaggio del Pequod parte con le loro scialuppe per abbattere la balena. Nel caotico combattimento, Moby Dick distrugge la scialuppa di Achab, e quest'ultimo si arrampica sul dorso della balena per trafiggerla. Poi Moby Dick si immerge trascinando con sé Achab, rimasto impigliato nelle corde degli arpioni sul suo dorso, annegandolo ma, una volta che la balena è riemersa, la mano del capitano si muove in un cenno che sembra chiamare i suoi uomini. Starbuck ha la possibilità di abbandonare la caccia ma sceglie invece di vendicare Achab, e Moby Dick attacca sfondando le scialuppe e uccidendo gli uomini, e infine sperona e affonda il Pequod prima di scomparire. Solo Ismaele viene risparmiato, che si aggrappa alla bara di Queequeg e viene salvato dalla Rachel.

## Produzione
Durante una riunione per discutere la sceneggiatura, Ray Bradbury informò John Huston che riguardo al romanzo di Melville, egli "non era mai stato in grado di leggere quella dannata cosa". Secondo la biografia The Bradbury Chronicles, ci furono molta tensione e liti tra i due uomini durante le riprese del film, a causa dell'atteggiamento prepotente di Huston che cercava sempre di dire a Bradbury come fare il suo lavoro, nonostante Bradbury fosse uno scrittore affermato.
Huston aveva sempre voluto ricavare un film da Moby-Dick, e avrebbe voluto scritturare suo padre Walter per il ruolo di Achab. Sfortunatamente, Walter morì nel 1950, prima che si trovassero i finanziamenti per la produzione del film.
Le riprese del film ebbero inizio nel Galles dietro richiesta di Huston. Alcune scene furono girate in mare vicino alla costa del Portogallo. Altre location furono la spiaggia di Las Canteras, Las Palmas, Canarie, Spagna. A comandare la nave utilizzata nel film fu il capitano Alan Villiers.

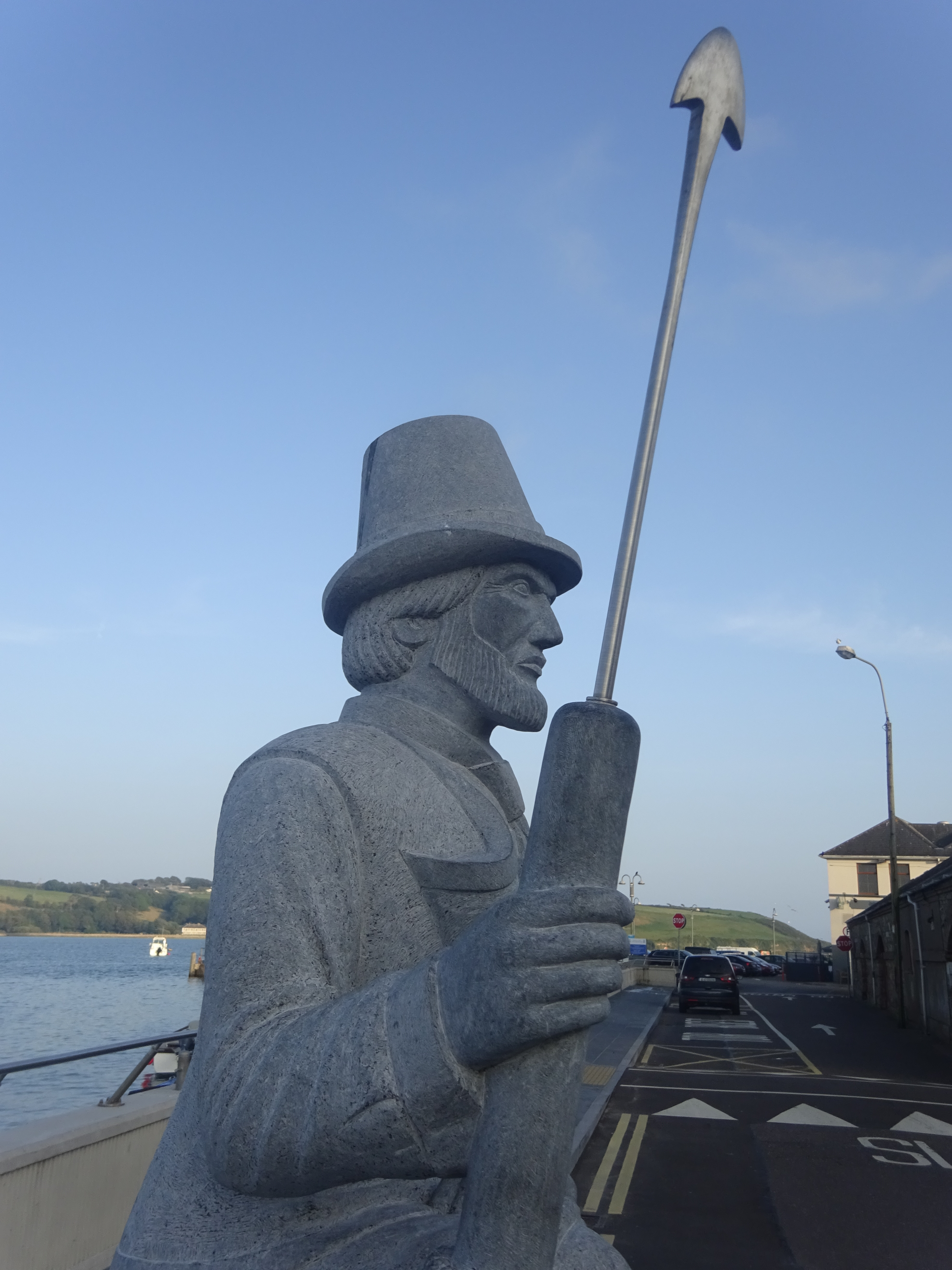
Statua del Capitano Achab a Youghal che commemora le riprese del film in città.

Molti esterni ambientati nel New Bedford furono filmati a Youghal, Contea di Cork, Irlanda. La cittadina aveva un pub, in origine chiamato Linehan's, all'epoca di proprietà di un certo Paddy Linehan, i cui esterni appaiono nel film. Il locale venne presto rinominato Moby Dick's poco tempo dopo l'uscita del film dallo stesso Mr. Linehan. Esiste ancora oggi ed è sempre diretto dalla famiglia Linehan.
Una leggenda metropolitana nata dall'autobiografia del direttore della fotografia Oswald Morris, Huston, We Have A Problem, afferma che per le riprese del film non sia mai stato realizzato nessun modello completo della balena. In realtà, la balena bianca mostrata nel film venne realizzata in gomma dalla Dunlop a Stoke-on-Trent, Inghilterra. "Moby Dick" era lunga 23 metri circa e pesava 12 tonnellate, e richiese 80 batterie di aria compressa e un sistema idraulico per farla restare a galla e funzionante. Tuttavia, la balena artificiale si staccò dai cavi e si perse alla deriva nella nebbia. Il 90% delle scene con la balena furono realizzate con modelli di varia grandezza in una vasca artificiale negli Shepperton Studios di Londra.
Poco tempo dopo l'uscita del film, Gregory Peck e John Huston ebbero dei forti contrasti. Peck scoprì con disappunto che non era stato la prima scelta di Huston per il ruolo di Achab, ma di essere stato imposto al regista dalla produzione. Anni dopo, l'attore cercò di pacificarsi con Huston, ma il regista rifiutò e i due non si parlarono mai più. Tuttavia, nel 2003 Anjelica Huston disse nel corso di un'intervista al Larry King Live che suo padre aveva sempre "adorato" Peck.
Nel documentario realizzato per il trentesimo anniversario del film Lo squalo, Steven Spielberg disse che la sua intenzione originaria era quella di introdurre il personaggio di Quint mentre guardava Moby Dick, la balena bianca, ridendo dell'inverosimiglianza di alcune situazioni presentate nel film. Tuttavia, Gregory Peck non diede il permesso all'utilizzo degli spezzoni originali in quanto era scontento della sua performance.
Quando aveva quattro anni, Anjelica Huston incontrò Peck vestito da capitano Achab quando visitò il set del film di suo padre. Decenni dopo, lei e Peck si incontrarono nuovamente e divennero grandi amici fino alla scomparsa di quest'ultimo.

## Accoglienza

### Critica
Bosley Crowther del New York Times l'ha definito "un film a colori ondulato e tonante che è qui vivamente raccomandato come uno dei grandi film dei nostri tempi... Lo spazio non ci permette di citare tutte le cose di questo film che sono brillantemente realizzate o sviluppate, dallo strano schema di colori tenui impiegato alla fedeltà non comune ai dettagli della caccia alle balene che si osservano".
Allo stesso modo The Times ha elogiato il film e il resto del cast, ma ha ritenuto la star inadatta: "Quello che emerge è un film brillante sia per gli appassionati di Melville che per coloro che hanno provato a leggere il libro e si sono persi. Il ruolo più difficile, Achab, è purtroppo affidato all'attore probabilmente meno in grado di farcela... Ma il suo fallimento è solo una misura dell'elevato successo del resto del cast."
Variety ha scritto: "Essenzialmente è un'immagine di 'inseguimento' con tutto l'interesse intrinseco in tal modo implicito e tuttavia non sfugge alla qualità dell'identità e della ripetizione che spesso offusca la formula dell'inseguimento". La recensione ha anche rilevato che "Peck sembra spesso sottovalutato e troppo gentiluomo per un uomo presumibilmente consumato da una furia folle".
La rivista Time Out dice che "la grande balena bianca è significativamente meno impressionante quando si solleva fisicamente dal mare per distruggere il Pequod rispetto a quando si intravide per la prima volta in una notte di luna... con uno Starbuck pietosamente debole. Ma ci sono cose meravigliose qui... come quasi tutte le scene di caccia alle balene. Ha conferito una solida unità complessiva grazie... all'adattamento intelligente e alla gradazione del colore che conferisce alle immagini la qualità tonale delle vecchie stampe di caccia alle balene... spesso è incredibilmente buona."
Ha una valutazione dell'83% su Rotten Tomatoes, secondo 23 recensioni e con il consenso sul fatto che "Potrebbe favorire lo spettacolo al posto dei temi più profondi del romanzo di Herman Melville, ma Moby Dick di John Huston è ancora una grande avventura cinematografica".

### Incassi
Distribuito il 27 giugno 1956, Moby Dick, la balena bianca è stato un successo al botteghino. A fronte di un budget stimato di 4,500,000 dollari, ha incassato circa 10,400,000 dollari solo negli Stati Uniti d'America.

## Riconoscimenti
Moby Dick, la balena bianca è sulla lista dei migliori dieci film del 1956 della National Board of Review, oltre che vincitore e candidato a diversi premi cinematografici.
1956 - British Society of Cinematographers
- Candidatura Best Cinematography Award (Migliore fotografia) (Oswald Morris)

1957 - Directors Guild of America Award
- Candidatura Miglior regista cinematografico (John Huston)

1957 - Nastro d'argento
- Miglior film straniero

1956 - National Board of Review Award
- Miglior regista (John Huston)
- Migliori dieci film dell'anno
- Miglior attore non protagonista (Richard Basehart)

1956 - New York Film Critics Circle Awards
- Miglior regista (John Huston)
- Candidatura Miglior sceneggiatura (Ray Bradbury e John Huston)
- Candidatura Miglior film

## Home Video
Nel 2001 è stato distribuito in DVD dalla Metro-Goldwyn-Mayer e nel 2016 dalla Sinister.